# Justyna Kopińska
Justyna Kopińska – polska dziennikarka prasowa, socjolog, autorka reportaży.
Jej twórczość przyniosła jej wiele nagród, m.in. jako pierwsza Polka została uhonorowana nagrodą European Press Prize, w 2015 była najczęściej nagradzaną polską dziennikarką, zdobyła m.in. Nagrodę PAP im. Ryszarda Kapuścińskiego, Grand Press, Nagrodę Newsweeka im. Teresy Torańskiej i Wyróżnienie Radia ZET im. Andrzeja Woyciechowskiego.

## Życiorys
Pochodzi z Małopolski, przez wiele lat mieszkała w Kenii, Stanach Zjednoczonych i Wielkiej Brytanii. Z wykształcenia jest socjologiem. W 2011 rozpoczęła współpracę z Gazetą Wyborczą tekstem Gej Twoim bratem w Kościele - o wierzących homoseksualistach i ich relacjach z Kościołem katolickim. Na jej łamach opublikowała także m.in. wywiady z ostatnim klezmerem Leopoldem Kozłowskim Ostatni klezmer i Biedni to nie są grzeczne aniołki, rozmowę z siostrą Małgorzatą Chmielewską.
W 2014 opublikowała tekst Czy Bóg wybaczy siostrze Bernadetcie? o kilkudziesięciu latach okrutnego systemu kar w sierocińcu sióstr Boromeuszek w Zabrzu. Rok później, w sierpniu 2015, napisała reportaż Oddział chorych ze strachu. Opowiada on historię ordynator Anny M., która, według personelu oraz pacjentów szpitala psychiatrycznego w Starogardzie Gdańskim, przez dwa lata znęcała się nad podopiecznymi. Za ten tekst jako pierwsza osoba pochodząca z Polski została nominowana do nagrody European Press Prize. Wygrała ją w kategorii „Distinguished Writing Award”.

## Książki
- Czy Bóg wybaczy siostrze Bernadetcie?, 2015, Świat Książki
- Polska odwraca oczy, 2016, Świat Książki[8]
- Z nienawiści do kobiet, 2018, Świat Książki
- Obłęd, 2019, Świat Książki
- Lekarstwo dla duszy, 2020, Świat Książki
- Współczesna wojna, 2022, Świat Książki

## Odznaczenia
- Odznaka Honorowa za Zasługi dla Ochrony Praw Dziecka (2016)[9]

## Nagrody
- 2014 – Nagroda Dziennikarska Amnesty International
- 2015 – Nagroda PAP im. Ryszarda Kapuścińskiego
- 2015 – Grand Press
- 2015 – Nagroda Newsweeka im. Teresy Torańskiej
- 2015 – Wyróżnienie Radia ZET im. Andrzeja Woyciechowskiego
- 2016 – European Press Prize – Distinguished Writing Award[7][1]
- 2016 – MediaTory w kategorii ReformaTOR[10]